# Rolandov vodnjak
Rolandov vodnjak slovaško Rolandova fontána, včasih imenovana tudi Maksimilijanova fontana, je najbolj znan vodnjak v Bratislavi na Slovaškem, pa tudi ena od pomembnih znamenitosti mesta. Stoji na Glavnem trgu v starem mestnem jedru.
Njegovo izgradnjo je leta 1572 ukazal Maksimilijan II., kralj Ogrske kraljevine, da bi zagotovil javno oskrbo z vodo. Na vrhu vodnjaka je kip Maksimilijana v vlogi viteza v polnem oklepu, ki ga je izdelal mojster A. Lutringer. Njegova današnja podoba je verjetno daleč od prvotne, saj je bil večkrat predelan in prezidan. Vendar njegova priljubljenost ostaja, saj je še vedno eno izmed priljubljenih zbirališč v središču mesta. Z vodnjakom so povezane številne legende, ki večinoma prikazujejo Maksimilijana kot zaščitnika mesta.

## Opis dela
Namesto tradicionalnega Rolanda, ki se kot simbol mestnih svoboščin in privilegijev (pravica meča) v upodabljajoči umetnosti pojavlja že od srednjega veka, bi tukaj lahko upodobil samega Maksimilijana kot krščanskega viteza in zaščitnika. Proti mestni hiši gleda figura viteza v oklepu in čeladi z mečem v levi roki na visoki figuri sredi vodnjaka, ki se naslanja na ščit z grbom Ogrske. Na podstavku v obliki kocke v čast kralju je kamnoseški mojster izklesal latinsko slavnostno pesem, ki poveličuje Maksimilijanovo veličanstvo. Za sodobnike je najbolj zanimiva vzhodna stran podstavka (obrnjena proti mestni hiši), na kateri je posvetilni napis s pomembnimi zgodovinskimi podatki o naročniku dela.
Renesančni odnjak tvori okrogel bazen s premerom devet metrov. Na njegovem obodu so vklesani maskaroni, iz katerih je voda tekla v manjše bazenčke, ki pa niso ohranjeni. Avtor zasnove dela ni znan, avtor vodnjaka je bil kamnoseški mojster Andreas Luttringer iz Deutsch Altenburga v Avstriji, ki ga je dokončal leta 1572. Prvotna oblika monumentalnega vodnjaka z dvema bazenoma in manieristične oblike njegovega kiparstva dekoracija priča o povezanosti z dvorno umetnostjo italijanskih kiparjev in kamnoseških mojstrov.
Vodnjak je v poznejših obdobjih doživel več sprememb, vendar je še vedno eden najlepših renesančnih vodnjakov na Slovaškem. Danes, po dolgih letih, spet spominja na nekdanjo podobo. Prvotni steber vodnjaka je vključeval tudi trup z reliefnimi figurami štirih lulajočih dečkov. V 1730-ih, ko je vodnjak doživel korenite spremembe, so jih odstranili in danes so del manjšega vodnjaka, ki stoji na dvorišču nekdanje palače družine Károly na bližnji ulici Uršulínská. Podobni reliefi so bili nameščeni namesto njih na vodnjaku; vendar so fante zamenjali putti, ki so prenašali ribe. V omenjenem obdobju je bil vodnjak poleg tega dopolnjen s široko kamnito skledo iz ukinjenega vodnjaka v parku Poletnega nadškofijskega dvorca. Verjetno najopaznejši poseg je bila postavitev marmornatega obodnega obroča leta 2005, ki je temeljito spremenil videz fontane.
Leta 2019 so vodnjak obnovili v prvotni renesančni videz, odstranili putte, ki so nosili ribe, in vrnili kipe lulajočih dečkov. Pri rekonstrukciji so odstranili moderne obroče, ki so bili proti željam strokovnjakov dozidani leta 2005, dodali prvotne stopnice in rekonstruirali vse notranje vodovode. Restavratorska dela v letu 2019 je izvedel atelje akademskega kiparja Vladimírja Višváderja.